# Columbo: Meine Tote – Deine Tote
Meine Tote – Deine Tote (Originaltitel: A Friend in Deed) ist eine erstmals im Rahmen der NBC-Sunday-Mystery-Movie-Serie gesendete Episode der Kriminalfilm-Reihe Columbo aus dem Jahr 1974. Die deutschsprachige Erstausstrahlung der achten Folge der dritten Staffel folgte erst 1992 auf RTL plus. Der US-amerikanische Schauspieler Richard Kiley verkörpert als stellvertretender Polizeichef Mark Halperin den Gegenspieler von Inspektor Columbo, dargestellt von Peter Falk.

## Handlung
Hugh Caldwell hat im Affekt seine Frau Janice aus Eifersucht getötet. Da er keinen klaren Gedanken fassen kann, ruft er seinen tatkräftigen Freund und Nachbarn Mark Halperin an. Dessen Ehefrau Margaret schickt ihn weiter in einen Club, in dem sich Halperin momentan beim Glücksspiel aufhält. Dort berichtet der verzweifelte Caldwell von den tragischen Ereignissen und bittet um Unterstützung. Halperin rät ihm wegen der bereits publik gewordenen Eheprobleme von einer Selbstanzeige ab. Stattdessen soll Caldwell vorerst im Club warten und später bei sich zu Hause anrufen, um in Anwesenheit von Zeugen ein Gespräch mit Janice vorzutäuschen. Nachdem sich Halperin Zutritt verschafft hat, präpariert er den Tatort so, dass es nach einem Einbruch mit Todesfolge aussieht: Mit Handschuhen holt er ein Nachthemd aus dem Schrank und stiehlt Schmuck. Anschließend versteckt er das Diebesgut in seiner Garage und geht hoch zu Margaret ins Schlafzimmer. Vom angrenzenden Balkon über die Straße blickend, gibt er vor, einen flüchtenden Mann in dunkler Kleidung auf Caldwells Grundstück zu beobachten, und alarmiert daraufhin die Polizei. Dabei begeht er den Fehler, Columbo einzuschalten, obwohl eigentlich noch kein Mordfall bekannt ist.
Als stellvertretender Polizeichef leitet Halperin die Untersuchung persönlich. Es sieht so aus, als hätte der sogenannte Bel-Air-Einbrecher erneut in der Gegend zugeschlagen und dieses Mal zugleich einen Mord begangen. Columbo bekommt erste Zweifel, weil sich an den Griffen des Kleiderschrankes und – wie sich später herausstellt – auch am Telefonhörer keine Fingerabdrücke befinden. Er findet auch ein vorbereitetes Nachthemd unter einem Kissen und einen Ring aus Glas.
Am nächsten Tag verspricht Halperin auf einer Pressekonferenz, die Fahndung nach dem nun als Mörder verdächtigen Einbrecher im Stadtteil zu intensivieren. Derweil trifft sich der vorbestrafte Artie Jessup, bei dem es sich um den tatsächlichen Serieneinbrecher handelt, mit einem Hehler. Dieser ist aufgrund der jüngsten Entwicklungen nicht mehr bereit, ihm die „heiße Ware“ abzunehmen. Der Inspektor setzt seine Ermittlungen im Umfeld des Opfers fort. Halperins Frau erzählt von mehreren Affären, die Janice mit jüngeren Männern hatte. Nach der Beschreibung des Einbrechers befragt, erklärt Margaret, dass sie diesen vom Bett aus gar nicht sehen konnte. Während der Befragung zerreißt sie sich den Ärmel ihrer Jacke an einem Rosenbusch. Danach sucht Columbo Caldwell auf, der ihn über die Angewohnheit seiner Frau aufklärt, ihr Nachthemd unter das Kopfkissen zu legen. Da die Tote hingegen einen anderen Pyjama trug, erscheint eine Manipulation der Spuren naheliegend.
Halperin sieht nun die Gelegenheit, mit Hilfe von Caldwell an das Erbe seiner Frau zu kommen. Am Nachmittag kehrt er früher von seiner Arbeit zurück und ertränkt seine Frau, die gerade ein Bad nimmt. Ihr großzügiges finanzielles Engagement für soziale Zwecke missfällt ihm schon lange. Während der Trauerfeier für Janice fordert er Caldwell auf, ihm seinerseits ein Alibi zu verschaffen. Wie auf der Pressekonferenz angekündigt, nimmt Halperin in der Nacht an einer Hubschrauberpatrouille teil. Zur verabredeten Zeit fliegt er an seinem Haus vorbei und beobachtet, wie ein Mann mit Strumpfmaske – Caldwell als Einbrecher verkleidet – Margarets Leiche in den Swimmingpool wirft. Halperin springt sofort in den Pool und inszeniert sich theatralisch als gescheiterter Lebensretter seiner Frau. Columbo wird herbeigerufen und stellt fest, dass das Opfer am Abend eine Auszeichnung hätte erhalten sollen, aber immer noch die gleiche zerrissene Jacke trägt, die durch sein eigenes Ungeschick während der Befragung zuvor in Mitleidenschaft gezogen wurde. Halperin macht sich unterdessen zum Schein Vorwürfe, weil er seine Frau durch unbedachte Äußerungen bei der Pressekonferenz in Gefahr gebracht haben könnte. Der Einbrecher habe befürchtet, sie habe ihn erkannt und sie deshalb getötet. Eine vom Inspektor beauftragte Autopsie offenbart indes Seifenreste in Margarets Lungen, was auf Ertrinken in der Badewanne statt im Pool hindeutet.
Von einem Juwelier, dem Columbo den Ring aus Glas zeigt, erfährt er, dass Caldwells Frau ihren wertvollen Schmuck an ihn zurückverkauft hat, um sich gegenüber dem eifersüchtigen Ehemann ihre Unabhängigkeit zu sichern. Nach weiteren Zeugenaussagen ist sich Columbo zunehmend sicher, dass Halperin und Caldwell gemeinsam für die Morde verantwortlich sind. Der verärgerte Polizeichef drängt jedoch darauf, die Theorie vom Serieneinbrecher weiterzuverfolgen. Der Inspektor bittet daher den zuständigen Kollegen vom Raubdezernat, Lieutenant Duffy, um Unterstützung und erfährt von ihm den Namen und Aufenthaltsort von Artie Jessup. Columbo spürt den zunächst skeptischen Mann in seiner Lieblingskneipe auf und überredet ihn zur Kooperation. Um den labilen Caldwell aus der Reserve zu locken, droht Jessup ihm an, die Einbrüche zwar zuzugeben, die Ermordung von Janice aber zu leugnen. Nach Rücksprache mit seinem Komplizen geht Caldwell auf Jessups fingierte Erpressung ein. Zurück im Polizeipräsidium stattet Halperin dem Inspektor einen Besuch ab, der scheinbar damit beschäftigt ist, die Akten der Hauptverdächtigen zu sichten. Beiläufig wirft Halperin auch einen Blick auf Jessups Adresse. Er deponiert den gestohlenen Schmuck aus seiner Garage in dessen Wohnung. Am nächsten Tag wird Jessup bei der Übergabe des Lösegeldes von Polizeibeamten festgenommen und zu seinem Appartement gebracht. Halperin besteht in Anwesenheit von Columbo und Duffy auf eine Durchsuchung. Der Inspektor erläutert seine Rekonstruktion der Ereignisse und beschuldigt Halperin des Mordes. Als das Diebesgut entdeckt wird, bekräftigt Jessup, dass dies gar nicht seine Wohnung sei. Columbo setzt seinen überraschten Vorgesetzten darüber in Kenntnis, er selbst habe den Mietvertrag kürzlich unterschrieben und seine neue Privatanschrift in der Akte hinterlegt. Halperin kannte als Einziger ebenfalls diese Adresse und wird in aussichtsloser Lage verhaftet.

## Besetzung und Synchronisation
Die deutschsprachige Synchronfassung entstand im Jahr 1992 bei der Alster Studios Synchron.
| Figur                | Darsteller      | Deutscher Sprecher |
| -------------------- | --------------- | ------------------ |
| Lieutenant Columbo   | Peter Falk      | Claus Biederstaedt |
| Gaststars            |                 |                    |
| Mark Halperin        | Richard Kiley   | Henry König        |
| Margaret Halperin    | Rosemary Murphy | Ursula Sieg        |
| Hugh Caldwell        | Michael McGuire | Peter Kirchberger  |
| Artie Jessup         | Val Avery       | Ben Hecker         |
| Weitere Darsteller   |                 |                    |
| Bruno Wexler         | Eric Christmas  | Utz Richter        |
| Thelma               | Eleanor Zee     | Beate Hasenau      |
| Lieutenant Dreyer    | John Finnegan   | Gerhard Lippert    |
| Verkäuferin          | Arlene Martel   |                    |
| Doyle                | Victor Campos   |                    |
| Dr. MacMurray        | Joshua Bryant   |                    |
| Charlie Shoup        | John Calvin     |                    |
| Amos Lawrence        | Byron Morrow    | Wolfgang Draeger   |
| Al Como              | Albert Popwell  | Konrad Halver      |
| Sergeant Ned Randall | Ben Marino      | Edgar Bessen       |

## Rezeption
Die Fernsehzeitschrift TV Spielfilm vergab eine positive Wertung (Daumen hoch): „Nachbarschaftshilfe mal ganz anders.“
Der Autor Michael Striss wertete mit vier von vier Sternen (Höhepunkt). Er hob insbesondere das Drehbuch und die eingespielte Darstellerriege hervor: „Das Ergebnis ist ein sehr gutes Skript, das durch seinen logischen Aufbau besticht und seine Spannung bis zum Schluss durchhält. Alles kulminiert in einem grandiosen Finale, in dem eine Falle zuschnappt, die ihresgleichen sucht. Dieser »clue« ist so perfekt, dass er 16 Jahre später in »Luzifers Schüler« noch einmal Verwendung fand – mit dem gleichen durchschlagenden Erfolg. Sehen lassen kann sich auch die Besetzung: Richard Kiley gibt einen finsteren Gesellen, den er bekanntlich gut beherrscht, obwohl sich sein Rollenrepertoire längst nicht darin erschöpfte. Die »Columbo«-Standards Val Avery und John Finnegan sowie Falk-Intimus Ben Gazzara als Regisseur sorgten dafür, dass hier eine sehr »familiäre« Episode entstand.“
Der Autor Mark Dawidziak ergänzte: „Als erste von zwei Episoden, bei denen Falks enger Freund Ben Gazzara Regie führte […], ist Meine Tote – Deine Tote ein zweistündiger Krimi, der auch zwei Stunden dauern muss. […] Von allen Episoden, an denen Peter Fischer beteiligt war, bleibt diese seine Lieblingsfolge. […] Die Episode beendete die dritte Staffel zweifellos mit einem Ausrufezeichen und erhärtete die Möglichkeit, dass Fischer den Posten des Story Editors erben würde, den einst sein Freund Steven Bochco innehatte. Richard Kiley führt die Tradition der eleganten Gastmörder fort.“